# نهائي دوري أبطال إفريقيا 1998
نهائي دوري أبطال أفريقيا 1998 هي المباراة النهائية للنسخة 34 من دوري أبطال أفريقيا والثانية بالنسخة الجديدة .
توج أسيك ميموزا الإيفواري بالبطولة على حساب نادي ديناموز.

## الفرق
| الفريق      | مشاركة سابقة (الخط الغليظ يشير إلى بطل تلك النسخة) |
| ----------- | -------------------------------------------------- |
| أسيك ميموزا | 1 (1995)                                           |
| ديناموز     | 0                                                  |

## النهائي
| ديناموز | 0–0   | أسيك ميموزا |
| ------- | ----- | ----------- |
|         | تقرير |             |

| أسيك ميموزا | 4–2   | ديناموز |
| ----------- | ----- | ------- |
|             | تقرير |         |